# استایلو جی
جیسون مک‌درموت (متولد ۱۵ سپتامبر ۱۹۸۵ در اسپنیش تاون، جامائیکا )، یا نام هنری خود استایلو جی، یک هنرمند بریتانیایی- جامائیکایی سبک دنس هال است که به سبب سه تک‌آهنگ موفقش « My yout»، «Call Mi a Leader» و « oundbwoy » شناخته می شود. ترک "Soundbwoy" در چارت موسیقی بریتانیا در رتبه 18 قرار گرفت . او همچنین در آهنگ موفق " Come Over " گروه بریتانیایی Clean Bandit حضور داشت. او همچنین با همکاری با دیواین در آهنگ میرچی به شهرت رسید.
استایلوجی همچنین در ریمیکس آهنگ Touch downهمراه با نیکی میناج و وایبزکارتل همکاری داشته است.